# Виле дел Монте (Тренто)
Виле дел Монте је насеље у Италији у округу Тренто, региону Трентино-Јужни Тирол.
Према процени из 2011. у насељу је живело 314 становника. Насеље се налази на надморској висини од 593 м.